# メトゥザレム王子
『メトゥザレム王子』（ドイツ語: Prinz Methusalem）は、ヨハン・シュトラウス2世が作曲したオペレッタであり、1877年1月3日にカール劇場で初演された。
本作は2つの小国の君主の子女同士の結婚を題材としている。当初政略結婚を嫌がる娘のために一方の君主が奔走するものの、娘が結婚相手であるメトゥザレム王子に一目ぼれしたことで騒動へと発展する内容である。

## 構成
- 序曲
- 第1幕
- 第2幕
- 第3幕